# Фаланф

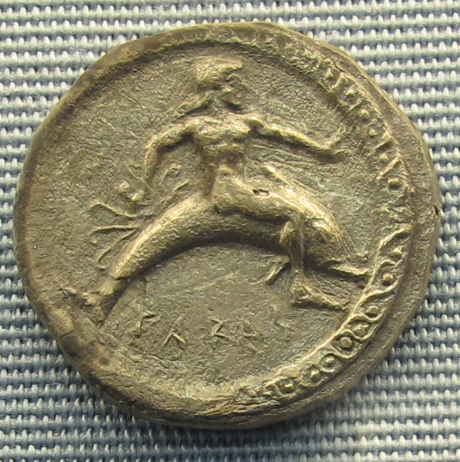
Изображение Фаланфа на монете

Фаланф (Фалант) — в греческой традиции полулегендарный предводитель парфениев и основатель Тарента (на дорическом диалекте Тарант). Многие обстоятельства его деятельности были и остаются предметом спора как древних, так и современных учёных (поставивших под сомнение его историчность).

## Заговор парфениев
Основные источники — это Страбон, излагающий версии Антиоха Сиракузского и Эфора, Диодор Сицилийский и Юстин. Все рассказы объединяет то, что парфении — неполноправные жители Спарты, недовольные своим положением.
Аристотель в «Политике» ограничивается кратким сообщением, что «так называемые» парфении происходили от «равных», были изобличены в заговоре и отправлены в Тарант основывать колонию. По Антиоху, парфении — это дети, родившиеся во время Первой Мессенской войны, а их отцы не участвовали в походе и поэтому были превращены в илотов. По Эфору и Юстину, они родились от связей спартанских замужних женщин с молодыми людьми, которые на время отлучались из лагеря, что было предпринято по общему решению лакедемонян. Феопомп, цитируемый Афинеем, считал их сыновьями илотов и вдов погибших спартанских граждан и называл «эпевнактами» («сопостельниками»). Выражение «эпевнакты» употребляет и Диодор. Юстин не упоминает заговор.
Фаланфа называют спартанцем или лаконцем либо амиклейцем. В поэме Дионисия Периэгета говорится, что Тарант укрепила «могучая воинская сила амиклейцев».
Согласно Помпею Трогу, его отцом был спартанец Арат, который некогда дал спартанцам совет, приведший к появлению на свет парфениев. По Сервию, он был потомком Геракла в восьмом поколении. Акрон называет его сыном Посейдона, как Таранта. В любом случае ясна связь заговора с Амиклами.
По Антиоху, парфении, лишенные гражданских прав, устроили заговор и решили напасть на граждан во время празднования Гиакинфий в святилище Аполлона в Амиклах. Их предводитель Фаланф должен был надеть кожаную шапку (или шлем) на голову и тем самым подать знак. Однако Фаланф и некоторые сообщники выдали план (согласно же Эфору, в заговоре участвовали парфении и илоты, а выдали план некоторые илоты; Гиакинфии же Эфор не упоминает; по Диодору, план выдал неизвестный человек).
Диодор рассказывает, что, обсуждая дело, эфоры хотели казнить Фаланфа, но его любовник Агафиад убедил их, что ради гражданского спокойствия заговорщикам лучше сохранить жизнь. Когда настал оговорённый день, вышел глашатай (получивший приказ от эфоров по совету Агафиада) и провозгласил, что собирающиеся поднять шапку должны покинуть агору). Заговорщики поняли, что их план раскрыт, и их заключили под стражу, однако отправили посольство в Дельфы.
Послы эпевнактов в Дельфах спросили Пифию, не желает ли бог дать им территорию Сикиона для поселения; но оракул сообщил, что им предназначен «Сатирион и тучные нивы Таранта», где они должны основать город там, где козёл окунает в море бороду. По Антиоху, Фаланф сам посетил Дельфы.

## Основание Таранта

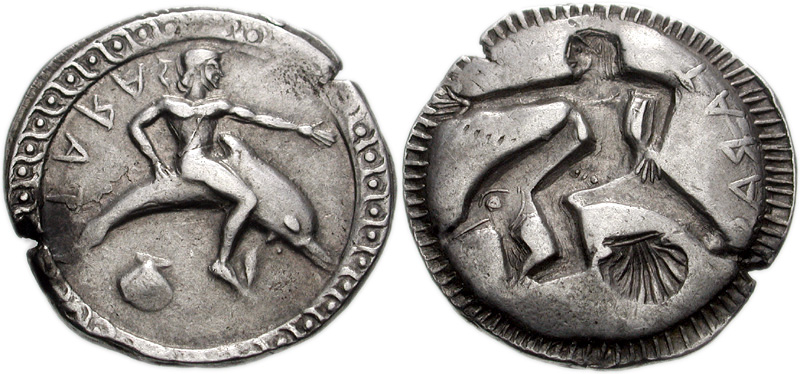
Фаланф на дельфине, монета Тарента, около 510—500 годов до н. э.

Отправившись в Италию, Фаланф потерпел кораблекрушение в Крисейском море и был вынесен на землю дельфином (сравните с легендами об Икадии и Арионе, который отплывает именно из Таранта).
По Дионисию, предсказание пифии о козле сбылось, когда они увидели виноградную лозу, один из побегов которой касался моря: там парфении высадились и начали войну с япигами.
По Юстину, парфении прибыли в Италию после долгих скитаний, изгнали прежних жителей Тарентинской крепости и обосновались в ней. По Антиоху, они были мирно приняты варварами и критянами, а по Эфору — заключили союз с ахейцами против варваров и основали город.
Павсаний рассказывает более подробно: Фаланф получил из Дельф предсказание, что он захватит город, когда почувствует дождь, идущий из чистого неба. В Италии первое время, несмотря на победу, он не мог захватить ни одного города. Вспомнив предсказание, он решил, что оно никогда не исполнится. Однако его жена Эфра («чистое небо») стала утешать его, а затем положила голову мужа на колени и стала искать там вшей, после чего заплакала. Слёзы попали на голову Фаланфа, и он решил, что имя его жены свидетельствует об исполнении предсказания, и в следующую ночь он напал на большой и богатый варварский город Тарент и захватил его.
«Хроника Евсевия» датирует основание Тарента парфениями 706 годом до н. э. и считает его одновременным с основанием Коркиры. Археологический материал датируется последней четвертью VIII века до н. э., что подтверждает дату Евсевия; предполагается, что поселенцы опасались коренных жителей. Другой миф приписывает основание Тарента Гераклу. Упоминание величины и богатства города для раннего периода — явный анахронизм, хотя там и находилась лучшая гавань в Италии. Отсутствие лаконской керамики VII века привело к гипотезе, что первое время между колонией и метрополией отсутствовали какие-либо контакты.
Позже лакедемоняне во главе с Фаланфом отняли у критян, живших в Брентесии (Брундизии), большую часть их области.
Известно, что ещё в конце VI века до н. э. в Таранте существовала царская власть. Предполагается, что и Фаланф был царем, хотя в источниках он не называется так.

## Изгнание Фаланфа
Этот рассказ передает подробно Юстин. Через много лет Фалант был изгнан из города мятежниками и поселился в Брундизии, где теперь жили прежние жители Тарента. Когда Фаланф умирал, он попросил жителей Брундизия, чтобы они растёрли в прах его останки и развеяли их на своём форуме, и это, по словам Дельфийского оракула, поможет им вернуть родину. Жители Брундизия так и поступили (считая, что тот хочет отомстить своим бывшим согражданам), но Фаланф обманул их, ибо оракул на деле предсказал, что владение городом навечно будет закреплено за новыми поселенцами. В память этого граждане Тарента решили почитать Фаланфа как бога. Страбон говорит кратко, что после изгнания Фаланфа из Таранта его приняли в Брентесии, а после смерти торжественно похоронили.
Павсаний сообщает, что позднее после победы над певкетиями тарентинцы прислали в Дельфы пожертвование работы Оната, где герои Тарент и Фаланф (рядом с которым дельфин) были изображены рядом с побеждённым и убитым царем япигов Описом.
Переселенцы принесли с собой из Спарты культ Гиацинта. У Тарента показывали могилу Гиакинфа или Аполлона , а фигура Гиакинфа появляется на самых ранних монетах из Тарента .

## Толкования
В деятельности Фаланфа и парфениев много неясного. Например, «Лексикон Рошера» рассматривает Фаланфа как чисто мифическую личность, а Л. Г. Печатнова считает в целом историческим лицом. Авторы XIX века сопоставляют Фаланфа на монетах (юного наездника на дельфине) с Посейдоном либо с Аполлоном Дельфинием. Предпринимались попытки истолковать корень φαλ- («сверкающий», «чистый», «блестящий» как указывающие на прозвище Посейдона). Узенер предполагал связь с Дионисом и этимологию имени через φάλης (φαλλός).